# Mycomya indica
Mycomya indica är en tvåvingeart som beskrevs av Enrico Adelelmo Brunetti 1912. Mycomya indica ingår i släktet Mycomya och familjen svampmyggor. Inga underarter finns listade i Catalogue of Life.